# دراغون كويست تريجرز
دراجون كويست تريجزر(بالإنجليزية: Dragon Quest Treasures)‏ هي لعبة أكشن تقمص أدوار منبثقة من سلسلة دراغون كويست، طورتها شركة توسي ونشرتها شركتة سكوير إنكس على جهاز النينتندو سويتش. تدور أحداث اللعبة في قارة دراكونيا العائمة، وتحكي قصة رحلة بحث الأخوين إيريكا وميا (من لعبة دراغون كويست 11) عن 7 أحجار تنانين اسطورية. تلقت اللعبة ردود متفاوتة من ناقدي الألعاب.